# Carlos de la Mota
Carlos de la Mota (La Vega, 19 de outubro de 1975) é um arquiteto, cantor e ator de cinema, teatro e televisão nascido na República Dominicana, radicado no México. Iniciou sua carreira em 2003. Quatro mais tarde, obteve a aclamação da crítica, e recebeu uma "distinção honorífica" por interpretar o britânico James O'Brian na novela mexicana Destilando Amor, do produtor Nicandro Díaz González, com quem voltou a trabalhar novamente em Mañana es para siempre (Amanhã é para Sempre, no Brasil). Ficou conhecido no Brasil por interpretar o príncipe árabe Emir Karim na novela Coração Indomável e Refúgio (Renato, no Brasil) na novela Lo que la vida me robó (O Que A Vida Me Roubou).

## Biografia

### Primeiros anos
Nascido em La Vega chamada "A Cidade Olímpica", ao norte da República Dominicana, viveu os primeiros anos de sua vida em Nova York (EUA) e, mais tarde, na cidade de Santo Domingo (capital da República Dominicana). Desde tenra idade é fluente em Inglês, com excelente precisão e fluidez. Durante sua infância, ele sempre se destacou por sua capacidade e habilidade no beisebol e sua grande capacidade para a matemática.

### Faculdade Carreira
Em Santiago de los Caballeros (República Dominicana), com apenas 23 anos, formou-se em arquitetura pela "Pontifícia Universidade Católica Madre y Maestra". Imediatamente começou a trabalhar como arquiteto (trabalhou numa instituição do governo) e dedicou-se exclusivamente a isso, por alguns anos. Depois de trabalhar para o governo da República Dominicana como um arquiteto, ele se mudou para o México, onde ele decidiu começar a carreira de ator, enquanto ainda trabalhava com a arquitetura.

## Vida Pessoal
Carlos também é um fã de motocicletas e música, é um grande dançarino, e aproveita a vida ao máximo, é fluente em inglês e ama o esporte. Carlos namorou com a atriz Elizabeth Álvarez na época os dois estavam até noivos, mas terminou em 2008, no mesmo ano nas gravações da novela Mañana es para siempre, Carlos teve um romance com a colega de elenco Ariadne Díaz, a qual interpretava seu par romântico na trama. Depois em 2010, ele namorou com a atriz e ex-RBD Maite Perroni. Na época das gravações da novela Cuando me enamoro, Carlos namorou com a atriz Ilithya Manzanilla, mas o namoro rolou alguns meses. Em 2012 nas gravações da novela Por ella soy Eva o ator teve um rápido romance com a atriz e colega de elenco Mariana Seoane. Depois teve um relacionamento com a atriz Zuria Vega.

## Filmografia

### Cinema
| Ano  | Categoría | Título                 | Participação/Personagens |
| ---- | --------- | ---------------------- | ------------------------ |
| 2003 | Película  | Sangre de Cuba         | Ator                     |
| 2003 | Película  | Sala de crisis         | Ator                     |
| 2005 | Corto     | Yo también te quiero   | Ator                     |
| 2006 | Película  | Cansada de besar sapos | Ator (Miguel)            |
| 2014 | Corto     | Buruobu Duel           | Ator                     |

### Teatro
| Ano       | Categoría                  | Título               | Participação/Personagens          |
| --------- | -------------------------- | -------------------- | --------------------------------- |
| 2003      | Musical                    | Grease               | Ator (Danny) - Cantor - Dancer    |
| 2003      | Obra                       | Los tres mosqueteros | Ator                              |
| 2003      | Musical                    | Dirty dancing        | Ator - Cantor - Dancer            |
| 2003      | Obra                       | La trinitaria blanca | Ator                              |
| 2006-2007 | Musical                    | Cabaret              | Ator (Clifford) - Cantor - Dancer |
| 2011      | Obra                       | Cash                 | Produtor - Ator                   |
| 2012      | Obra                       | Una noche de pasión  | Ator (Bonny)                      |
| 2013      | Obra                       | 12 Hombres en pugna  | Ator (Júri 12)                    |
| 2015      | Mostra do Cirque du Soleil | Corteo               | Ator (Mauro)                      |

### Televisão e Programas de TV
| Ano       | Categoría   | Título                                        | Participação/Personagens  |
| --------- | ----------- | --------------------------------------------- | ------------------------- |
| 2003      | Telenovelas | Clase 406                                     | Ator                      |
| 2003      | Telenovelas | Las vías del amor                             | Ator (Danny)              |
| 2003      | Evento      | Espacio                                       | Anfitrião                 |
| 2003      | Programa    | Intercolegial de baile                        | Condutor                  |
| 2003      | Programa    | Mañanitas a la virgen                         | Condutor                  |
| 2003-2004 | Telenovelas | Mariana de la noche                           | Ator (Damián)             |
| 2004      | Telenovelas | Amar otra vez                                 | Ator (Sergio)             |
| 2005      | Serie       | Mujer, casos de la vida real: Heroes Anônimos | Ator                      |
| 2005      | Telenovelas | Piel de otoño                                 | Ator (Diego)              |
| 2005      | Telenovelas | La madrastra                                  | Ator                      |
| 2005-2006 | Telenovelas | Corazón partido                               | Ator (Germán)             |
| 2006      | Serie       | Decisiones: Visa de compromiso                | Ator                      |
| 2006      | Serie       | Decisiones: Una apuesta especial              | Ator                      |
| 2006      | Serie       | Decisiones: Pasiones fingidas                 | Ator                      |
| 2006      | Serie       | Decisiones: Adiós para siempre, preciosa      | Ator                      |
| 2006-2007 | Telenovelas | La fea más bella                              | Ator (Eduardo)            |
| 2007      | Telenovelas | Destilando amor                               | Ator (James)              |
| 2008      | Telenovelas | Las tontas no van al cielo                    | Ator (Raúl)               |
| 2008-2009 | Telenovelas | Mañana es para siempre                        | Ator (Santiago)           |
| 2010-2011 | Telenovelas | Cuando me enamoro                             | Ator (Carlos)             |
| 2012      | Telenovelas | Por ella soy Eva                              | Ator(Santiago)            |
| 2013      | Telenovelas | Corazón indomable                             | Ator (Karim)              |
| 2013      | Evento      | Flor de la Jícara                             | Anfitrião                 |
| 2013-2014 | Telenovelas | Lo que la vida me robó                        | Ator (Refugio)            |
| 2014      | Evento      | Diosas de Plata                               | Anfitrião                 |
| 2015      | Telenovelas | Hasta el fin del mundo                        | Ator (Esteban)            |
| 2016-2017 | Telenovelas | Tres veces Ana                                | Ator (Valentin)           |
| 2017-2018 | Telenovelas | Sin tu mirada                                 | Ator (Isauro Sotero)      |
| 2019-2020 | Telenovelas | Médicos, línea de vida                        | Ator (Dr. Luis Galván)    |
| 2021-2022 | Telenovelas | Mi fortuna es amarte                          | Ator (Mario Rivas Acosta) |

### Internet
| Ano  | Categoría | Título                 | Participação/Personagens |
| ---- | --------- | ---------------------- | ------------------------ |
| 2012 | Webnovela | Te presento a Valentín | Ator (Manuel)            |

### Videoclipes
| Ano  | Categoría | Título                                    | Participação             |
| ---- | --------- | ----------------------------------------- | ------------------------ |
| 2011 | Videoclip | Sorry for Party Rocking (canção de LMFAO) | Ator                     |
| 2012 | Videoclip | La malquerdida (canção de Mariana Seoane) | Ator                     |
| 2014 | Videoclip | Lo que siento por ti                      | Produtor - Ator - Cantor |

### Publicidade
| Ano  | Categoría        | Título                                      | Participação   |
| ---- | ---------------- | ------------------------------------------- | -------------- |
| 2012 | Campaña Política | Eleições Presidenciais República Dominicana | Figura Pública |

## Prêmios Artísticas
| Ano  | Prêmio                                        | Categoria                                                      | Nomeado                | Resultado |
| ---- | --------------------------------------------- | -------------------------------------------------------------- | ---------------------- | --------- |
| 2006 | Premios Califa de Oro (México)                | Melhor Revelation do Ano                                       | Cabaret                | Won       |
| 2007 | Premios FAMA (Latinoamérica)                  | Melhor Caracterização Interpretativo (Menção Honrosa Especial) | Destilando amor        | Won       |
| 2008 | Premios Gráfica de Oro (México)               | Melhor Revelation do Ano                                       | Destilando amor        | Won       |
| 2008 | Palmas de Oro (Latinoamérica)                 | Melhor Revelation do Ano                                       | Destilando amor        | Won       |
| 2008 | Premios Latino Legacy Awards (Estados Unidos) | Melhor Revelation do Ano                                       | Destilando amor        | Won       |
| 2010 | Premios Palmas de Oro (Latinoamérica)         | Melhor Protagónico Jovem do Ano                                | Mañana es para siempre | Indicado  |
| 2011 | Premios Califa de Oro (México)                | Melhor Ator Jovem                                              | Cash                   | Won       |
| 2011 | Premios Sol de Oro (México)                   | Melhor Trabalho do Teatro                                      | Cash                   | Won       |
| 2012 | Premios Micrófono de Oro (México)             | Melhor Trabalho do Teatro                                      | Cash                   | Won       |
| 2012 | Premios Fashion Week (República Dominicana)   | Recognition ao Trajectory na República Dominican               | —                      | Won       |
| 2012 | Premios People en Español (Estados Unidos)    | Melhor Ator Coadjuvante                                        | Por ella soy Eva       | Won       |
| 2013 | Premios TwitAwards (República Dominicana)     | Melhor Twitterer Dominicana no Exterior                        | —                      | Indicado  |
| 2013 | Premios TVyEntretenimiento (Latinoamérica)    | Melhor Revelation Masculine                                    | Corazón indomable      | Won       |

### Outros prêmios artísticos
| Ano  | Reconhecimento                                                                                  | País                 |
| ---- | ----------------------------------------------------------------------------------------------- | -------------------- |
| 2010 | Gravado suas pegadas na “Plaza de las Estrellas” em Cidade do México , em outubro               | México               |
| 2012 | Recebeu um condecoración como o “Visitante Distinguido” na cidade de Santiago de los Caballeros | República Dominicana |
| 2015 | É nomeado o “Distinto Convidado” dos Celebrations Mexicanos Matamoros                           | México               |

### Realizações artísticas pessoais
- Primeiro Dominicano: para estrelar o musical Cabaret e fazê-lo por dois anos consecutivos no México.
- Primeiro Dominicano: ao receber um "Distinção de Honra", de caracterização interpretativa.
- Primeiro Dominicano: para actuar em mais de 10 Televisa telenovelas.
- Primeiro Dominicano: estampar sua marca na "Galeria da Praça das Estrelas" no México.
- Primeiro Dominicano: para montar e produzir uma peça em México .
- Primeiro Dominicano: conquistar as pessoas que atuam no Prêmio People en Español.
- Primeiro Dominicano: em cocarrying para fora o primeiro webnovela que transmitiu Televisa e Univisión por Internet.
- Primeiro Dominicano: fazer uma turnê pelo México com um jogo.